# Necrópolis de San Antón

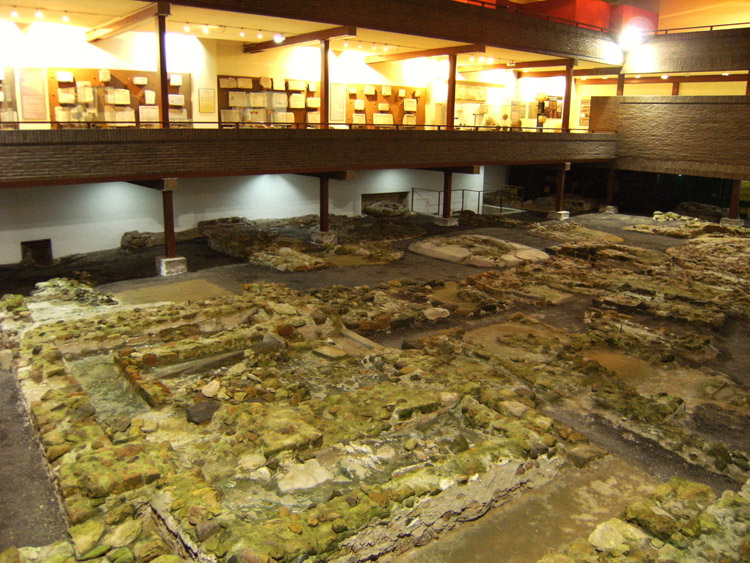
La necrópolis de San Antón.

La Necrópolis de San Antón, referida en ocasiones como la Necrópolis paleocristiana de Cartagena, es una necrópolis tardorromana situada en el barrio de San Antonio Abad (Cartagena), coincidente con el periodo de expansión del cristianismo en el territorio del Imperio, entre los siglos IV y VI.

## La necrópolis
El yacimiento fue descubierto en unas obras en 1967 y excavada totalmente, de forma que Pedro San Martín, director del Museo Arqueológico Municipal, solicitó que el edificio del museo fuera edificado sobre la necrópolis a fin de que fuera protegida así de las inclemencias del tiempo y fuera visitable. De esta forma, el yacimiento compone desde 1982 la sala central de las instalaciones.
Los enterramientos se encuentran a 1,5 km del casco antiguo (donde se encontraba el recinto urbano de Carthago Nova), junto a la calzada romana que conectaba con las ciudades de Complutum y Segóbriga. La mayoría de ellos consiste en túmulos con recubrimiento de mampostería o sencillas fosas, si bien destacan dos grandes panteones familiares y varios enterramientos infantiles en ánforas.
Los primeros investigadores dataron el uso de la necrópolis entre los siglos IV y V, pero investigaciones más recientes han podido fechar su abandono en el siglo VI por la tipología de las sepulturas y la cerámica.